# Grimaud (rivière)
Pour les articles homonymes, voir Grimaud.
La rivière Grimaud, dans le département français de Var prend sa source dans le Massif des Maures, pour se jeter dans la Giscle au sud de la commune de Grimaud[réf. nécessaire].